# Cycling Team Friuli ASD
Cycling Team Friuli ASD (UCI kód: CTF) je italský cyklistický UCI Continental tým, jenž vznikl v roce 2005 jako amatérský. V roce 2019 získal UCI Continental licenci. V roce 2023 se tým stal oficiálním rozvojovým týmem UCI WorldTeamu Team Bahrain Victorious.

## Soupiska týmu
K 10. dubnu 2023
- Marco Andreaus (ITA) (* 25. září 2003)
- Giovanni Bortoluzzi (ITA) (* 3. listopadu 2002)
- Alberto Bruttomesso (ITA) (* 30. října 2003)
- Alessandro Da Ros (ITA) (* 19. července 2004)
- Davide De Cassan (ITA) (* 4. ledna 2002)
- Andrea Debiasi (ITA) (* 16. října 2001)
- Matteo Donegà (ITA) (* 1. dubna 1998)
- Matteo Milan (ITA) (* 22. ledna 2003)
- Bryan Olivo (ITA) (* 4. ledna 2003)
- Valerij Štin (RUS) (* 24. července 2004)
- Tomáš Sivok (SVK) (* 24. února 2004)
- Daniel Skerl (ITA) (* 21. března 2003)
- Oliver Stockwell (GBR) (* 7. června 2002)

## Vítězství na národních šampionátech
2021
 Chorvatská časovka do 23 let, Fran Miholjević
2022
 Chorvatská časovka, Fran Miholjević